# Плеея
Плеея (лат. Pleea) — монотипный род однодольных растений семейства Тофилдиевые (Tofieldiaceae), включающий вид Pleea tenuifolia Michx.. Выделен французским ботаником Андре Мишо в 1803 году.
Единственного представителя рода иногда включают в состав Tofieldia. В действительности Pleea tenuifolia, хотя и близок Tofieldia и Triantha, морфологически заметно отличается от этих родов.

## Распространение и среда обитания

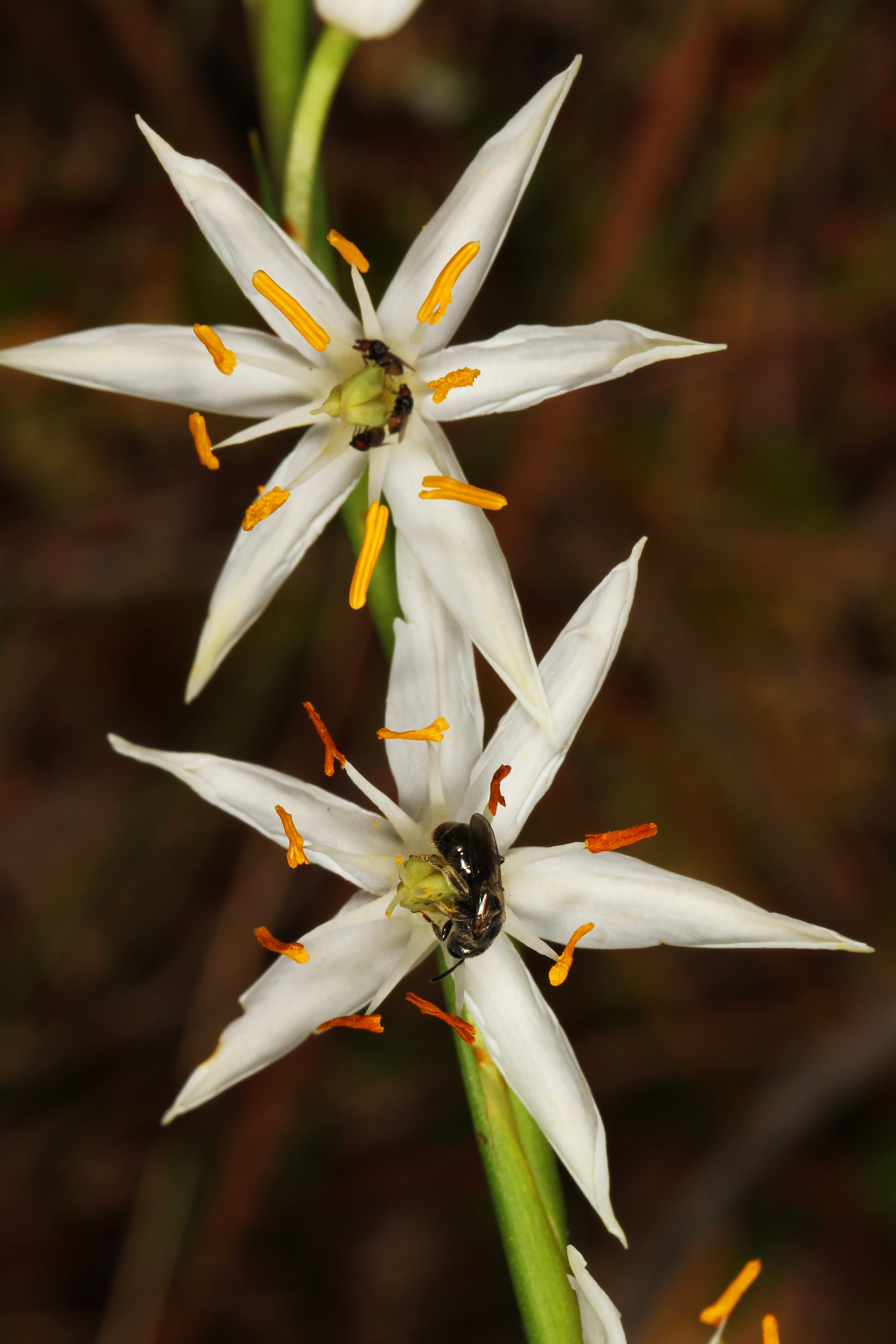
Цветки

Единственный вид является эндемиком юго-востока США, известный из штатов Алабама, Флорида, Северная Каролина и Южная Каролина. Типовой экземпляр собран в Южной Каролине.
Предпочитают субтропические, заболоченные участки и так называемые покосины (заболоченные леса с юга США).

## Общая характеристика
Многолетние травянистые корневищные растения. Гемикриптофиты.
Листья в основном прикорневые, линейные.
Соцветие кистевидное, терминальное. Цветки с шестью лепестками, появляются постепенно.
Плод — голая коробочка от яйцевидной до широко-эллипсодной формы. Семена с придатками.